# Exploding Kittens
Exploding Kittens (Chatons explosifs) est un jeu de cartes américain créé par Elan Lee, Shane Small et Matthew Inman du site humoristique The Oatmeal.

## Projet Kickstarter

### Historique
Le jeu a été imaginé par Elan Lee et Shane Small sous le nom de « Bomb Squad » en ajoutant un joker dans un jeu de cartes classiques. Ils ont ensuite développé un jeu de règles et de cartes autour de ce concept.
La collaboration avec Matthew Inman lors de parties de test durant une croisière a transformé « Bomb Squad » en « Exploding Kittens » et il leur a apporté son univers comique et sa communauté.
Proposé le 20 janvier 2015 comme un projet Kickstarter demandant 10 000 $ sur 30 jours en financement participatif (crowdfunding), il a atteint et dépassé son objectif :
- 100% en seulement 20 minutes
- 1000% en 2 heures
- 10000% en 7 heures
- 20000% en 24 heures

Il a battu le record absolu du site en étant la campagne la plus financée en nombre d'investisseurs,,,, et la 4e en montant recolté.
À la clôture de la campagne, le 20 février 2015, le projet avait été financé à hauteur de 8 782 571 $ par 219 382 participants.

### Récompenses
Le jeu classique est proposé à partir de 20 $, l'ensemble jeu classique + version NSFW à partir de 35 $.
200 investisseurs ont pu commander 2 copies de chaque version, dont une signée par les auteurs pour une participation de plus 100 $ et 5 autres ont obtenu en plus de cela 3 cartes dessinées spécialement par chacun des auteurs pour un montant de plus de 500 $.
La réalisation de mini-défis conçus par les auteurs par la communauté d'investisseurs a permis d'améliorer la boîte contenant le jeu en une boite pouvant contenir deux jeux complets, plus résistante et avec une fermeture magnétique.

## Fonctionnement du jeu

### But
D'après le site, le jeu est « principalement une version féline hautement stratégique de la roulette russe ; on tire des cartes jusqu'à ce que l'on tire un chaton explosif, à ce moment-là on perd. »
Il faut donc être le dernier joueur à ne pas avoir encore tiré une carte « Exploding Kitten » pour gagner.
Les autres cartes du jeu permettent d'éviter (ou du moins de retarder) l'imminence de cet évènement

### Déroulement
Le tas de carte est placé au centre des joueurs.
Chaque joueur à son tour tire une carte du paquet et la conserve et/ou joue une carte déjà en sa possession.
Plus le tas diminue, plus la probabilité de tirer une carte « Exploding Kitten » augmente.

### Contenu
Le jeu contient 56 cartes dont la répartition reste encore à définir mais qui contient les cartes suivantes :

#### Les cartes «Exploding Kitten»
Ces cartes représentent des chatons faisant des activités typiquement félines, mais qui finissent par les faire exploser:
- Courir sur un clavier... de lancement de missiles nucléaires
- Grignoter... un baton de dynamite
- Mettre des petits coups de patte... à une grenade

Tirer une de ces cartes signifie la fin de la partie pour le joueur, sauf s'il présente une carte « Defuse » (« Kit de désarmoçage », cf. ci-après).

#### Les cartes «Kit de désamorçage»
Ces cartes représentent des distractions pour les chats et permettent d'éviter d'exploser : 
- Le faire jouer avec le point rouge d'un faisceau laser
- Lui faire subir une thérapie
- Le nourrir de sandwichs à l'herbe à chat

C'est la seule carte qui peut être jouée après avoir tiré une carte « Exploding Kitten ».

#### Les cartes «Divination»
Elles permettent de voir les trois cartes sur le dessus du paquet.

#### Les cartes «Attaque»
Jouer cette carte permet de terminer son tour sans piocher de carte et force le joueur suivant à jouer deux tours de suite.

#### Les cartes «Passe Tour»
Ces cartes permettent de sauter son tour et de ne pas tirer de carte.

#### Les cartes «Mélange»
Cette carte permet de mélanger la pioche.

#### Les «Cartes Chat»
Ces cartes, seules, sont inoffensives. Si un joueur en pose deux qui ont la même icône, il peut tirer une carte dans le jeu d'un joueur de son choix.

### VersionNSFW
Le jeu classique a été décliné en une version illustrée d'images plus explicites interdites aux moins de 18 ans.
Initialement prévu pour être une simple extension de 20 cartes, le succès du projet a fait passer le nombre de cartes à 40 puis à 56 pour devenir un jeu de cartes autonome pouvant être joué seul ou en accompagnement de la version classique.

## Adaptation
Le jeu a été adapté en jeu vidéo sur iOS et Android.
Une série télévisée (en), tiré du jeu est sorti le 12 juillet 2024.